# Walter Düvert
Walter Düvert (2 de octubre de 1893-4 de febrero de 1972) fue un general en la Wehrmacht de la Alemania Nazi durante la II Guerra Mundial. Fue condecorado con la Cruz de Caballero de la Cruz de Hierro. Düvert se retiró del servicio activo el 30 de noviembre de 1944.

## Condecoraciones
- Cruz de Caballero de la Cruz de Hierro el 30 de julio de 1941 como Generalmajor y comandante de la 13.ª División Panzer[1]